# Jerónimo Muñoz
Jerónimo Muñoz (Valencia, ca. 1520-Valladolid?, octubre de 1591), astrónomo, geógrafo, ingeniero y hebraísta valenciano.

## Biografía
Nació en Valencia. Se formó en Italia, donde llegó a ser profesor de hebreo en Ancona. Volvió a España, donde dio clases de astronomía y hebreo, primero en el Studium Generale de Valencia entre 1563 y 1578. En 1578 fue nombrado catedrático de matemáticas en la Universidad de Salamanca, puesto que conservó hasta su fallecimiento. Se conserva su testamento (fechado el 2-oct-1591), que parece indicar que murió en Valladolid. De hecho, el 19 de octubre de 1591 el claustro de la Universidad de Salamanca convoca una oposición para cubrir la plaza vacante por el fallecimiento de Muñoz. Estuvo casado con Isabel Valenzuela y tuvo, al menos, cuatro hijos: Francisco, Eudoxia, Jerónima y Estefanía.
Su primer libro fue un tratado de aritmética, publicado en Valencia en 1566. Se trata de un libro de intención pedagógica, y que tuvo bastante difusión en la época.
Su trabajo científico más interesante fueron las observaciones que, desde Valencia, realizó de la supernova de 1572 (SN 1572), fenómeno observado también por Tycho Brahe, además de por el astrónomo siciliano Francesco Maurolico y por Wolfgang Schuler, entre otros. Al parecer por petición del rey Felipe II publicó estas observaciones en un libro que tituló:  Libro del nuevo cometa. Dicha obra incluía intentos de medir el paralaje de SN 1572, y demostraba que estaba, por lo menos, más allá de la órbita de la luna. Esta conclusión iba en contra del postulado aristotélico de la incorruptibilidad de los cielos, lo que ocasionó a Muñoz disputas con algunos teólogos de la época. Sin embargo, sus observaciones fueron bien valoradas por astrónomos contemporáneos, como Tycho Brahe que las incorpora en la edición de 1603 de sus Progymnasmata, o por Cornelius Gemma. Las observaciones de SN 1572 hechas por Muñoz siguen siendo útiles en la actualidad.
También publicó observaciones desde Valencia del Gran Cometa de 1577, aunque tuvieron menos impacto que las de SN 1572.
En la crisis de la cosmología aristotélica, Muñoz trató de armonizar las teorías de los matemáticos Jean Pena y Jacob Ziegler con las del teólogo Roberto Bellarmino y sus propios planteamientos sobre la sustancia fluida que llena el cosmos y las esferas celestes en un universo en movimiento, sin ser copernicano.
Recientemente se ha publicado una obra suya inédita, Introducción a la Astronomía y la geografía, pues dejó de publicar en vista de la reacción de teólogos y profesores a su libro sobre la supernova, y decidió vivir en la oscuridad sin publicar y limitarse a dar clases. De ahí que sus manuscritos circularan sólo entre sus discípulos de confianza y se encuentren hoy en Múnich, Roma, Nápoles o Salamanca. Este que se ha recuperado se encontraba inédito.
También es el autor del primer mapa del reino de Valencia que publicó Abraham Ortelius, pues se han encontrado los cálculos y triangulaciones.
Pero de este gran profesor de cosmógrafos españoles ahora se sabe que también era eminente hebraísta, lo que hace pensar que era converso o de familia de conversos. Algunos de sus cálculos fueron aprovechados por Galileo a partir de copias y apuntes de sus alumnos.
También fue un eminente ingeniero que, por mandato real, junto al licenciado Juan de Tejada, proyectó y construyó el abastecimiento de aguas de Murcia, Lorca y Cartagena.
Fue muy apreciado entre sus contemporáneos. Por ejemplo, Diego Pérez de Mesa, que probablemente fue alumno suyo en la Universidad de Salamanca, escribió en 1590 destacando de entre los profesores de dicho Claustro:
| ... al doctísimo Maestro Jerónimo Muñoz, sapientísimo en letras humanas y divinas y en todas facultades, principalmente en Lenguas, Teología positiva y Matemáticas, y en Filosofía Aristotélica y Platónica; cuyo ingenio y memoria, virtud y menosprecio del mundo, admiran extrañamente. —Diego Pérez de Mesa, Libro Primero y Segundo de las Grandezas de España ..., folio 225r, Alcalá de Henares, 1590. |

De él no se conserva ninguna imagen.

## Obras
- Institutiones arithmeticae ad percipiendam astrologiam et mathematicas facultates necessariae / auctore Hieronymo Munyos. Valentiae: ex typographia Ioannis Mey, 1566.
- Libro del nuevo cometa y del lugar donde se haze y como se vera por las Parallaxes quan lexos estan de tierra y del prognostico deste / compuesto por Hieronymo Muñoz. En Valentia (...) en la officina de Pedro de Huete. 1573.
- Summa del Prognostico del Cometa: y de la Ecclipse de la luna, que fue a los 26 de septiembre del año 1577 a las 12 horas, 11 minutos: el qual cometa ha sido causado, por la dicha Ecclipse. Valencia: Juan Navarro editor, 1578.